# Schlacht bei Camden
Die Schlacht bei Camden im Amerikanischen Unabhängigkeitskrieg fand am 16. August 1780 bei Camden in der Nähe von Columbia, South Carolina, in den USA statt.
Das Gefecht endete mit einem vollständigen Sieg der britischen Truppen unter Lieutenant-General Charles Cornwallis über eine zahlenmäßig überlegene amerikanische Armee unter Major-General Horatio Gates.

## Historischer und strategischer Zusammenhang
Im Verlauf des Amerikanischen Unabhängigkeitskrieges entwickelte sich in den nördlichen Kolonien ab 1778 eine Art Patt-Situation, die weder die Kontinentalarmee unter George Washington noch die britische Armee unter ihrem Oberbefehlshaber Lieutenant-General Sir Henry Clinton überwinden konnte. Als strategischen Ausweg entschied sich General Clinton dafür, die reichen südlichen Kolonien anzugreifen und für die britische Krone zurückzuerobern. Deshalb segelte er im Dezember 1779 mit 8.000 Mann von New York nach Süden und eroberte mit Unterstützung der Royal Navy unter Admiral Marriott Arbuthnot Charleston, die wichtigste Hafenstadt des Südens, deren über 5.000 Mann starke amerikanische Garnison unter General Lincoln am 12. Mai 1780 kapitulieren musste. Clinton kehrte nach New York zurück und überließ die weitere Befriedung der südlichen Kolonien seinem Stellvertreter Cornwallis.
Was nach der Einnahme Charlestons zunächst als reine Formsache erschien, wurde durch den hartnäckigen Guerilla-Krieg der South-Carolina-Milizen unter Anführern wie Francis Marion, Thomas Sumter oder Andrew Pickens erheblich erschwert. Um diese irregulären Truppen zu unterstützen, wurde General Horatio Gates vom Kongress zum amerikanischen Oberbefehlshaber im Süden ernannt und mit einer Kerntruppe von kontinentalen Truppen nach Süden in Marsch gesetzt. Cornwallis verteilte seine Truppen auf verschiedene befestigte Punkte im Hinterland, um die Kontrolle über die rebellische Kolonie zu erlangen und um den amerikanischen Loyalisten, die treu zur Krone standen, Rückhalt zu bieten. Eine dieser Garnisonen lag in Camden unter dem Kommando von Lieutenant-Colonel Lord Rawdon. Auf diesen Posten marschierte Gates nun zu und hoffte, die britische Armee zum erfolgreichen Kampf zu stellen. Lord Rawdon informierte seinen Vorgesetzten Cornwallis über die Annäherung der Amerikaner, woraufhin Cornwallis mit einem Teil seiner verfügbaren Truppen in Eilmärschen von Charleston nach Camden marschierte.

## Beteiligte Kräfte
General Gates' amerikanische Armee war unterteilt in einen Kern aus etwa 1.500 relativ disziplinierten und gut ausgebildeten Kontinentaltruppen unter Brigadier-General Johann von Kalb (kontinentale Regimenter aus Maryland und aus Delaware, dazu Abteilungen von Pulaskis Legion) und eine schwer zu bestimmende Anzahl von Milizionären aus North Carolina, South Carolina und Virginia; erstere unter dem Kommando des ehemaligen Gouverneurs Richard Caswell. Gates hatte auf die Unterstützung durch bis zu 5.000 Milizionäre gehofft, vermutlich (obwohl genaue Zahlen nicht existieren) verfügte er am Tag der Schlacht aber nur über ca. 1.600–2.000 Milizionäre, womit sich die Gesamtstärke der Amerikaner auf mindestens 3.100 Mann belief. Es kam zu Spannungen zwischen den lokalen, gut versorgten Milizen und den kontinentalen Truppen, die unter Nachschubproblemen litten.
Die Britischen Kräfte unter General Cornwallis setzten sich aus der Camden-Garnison unter Lord Rawdon (die Volunteers of Ireland, die British Legion und zwei Regimenter der North Carolina Loyalists) und Cornwallis' Entsatztruppen (das britische 33rd Regiment und Teile der 23rd (Royal Welch Fusiliers) und 71st (Fraser’s Highlanders) Regiments, sowie vier Kompanien leichter Infanterie) zusammen. Insgesamt verfügte Cornwallis über ca. 2.240 größtenteils erschöpfte Männer.

## Schlachtverlauf
Am frühen Morgen des 14. August traf Cornwallis von Charleston aus in Camden ein, fest entschlossen, Gates um jeden Preis anzugreifen. Um 22:00 Uhr in der Nacht des 15. August marschierte Cornwallis von Camden aus nach Norden, um einem Angriff von Gates zuvorzukommen. Genau zur gleichen Zeit marschierte Gates in der Hoffnung, Cornwallis überraschen zu können, nach Süden ab. Gates beabsichtigte, etwa sieben Meilen von seinem Lager entfernt eine starke Stellung einzunehmen. Cornwallis hatte in diesem Fall jedoch eine schnellere Marschroute gewählt, sodass gegen 02:00 Uhr Vorauskommandos aufeinander trafen. Die Befragung gefangener Soldaten auf beiden Seiten überzeugte sowohl Cornwallis als auch Gates, dass der Feind sich in voller Stärke vor ihnen befand.
Bei Sonnenaufgang des 16. August bereiteten sich die Hauptmächte auf die Schlacht vor.
Das Schlachtfeld lag etwa sechs Meilen nördlich von Camden und wurde durch zwei Sümpfe begrenzt.
General Gates positionierte seine verlässlicheren kontinentalen Truppen unter von Kalb auf seinem rechten Flügel, während die Milizen den linken Flügel übernahmen. Die Reserve wurde von Brigadier-General William Smallwood kommandiert.
Cornwallis stellte den kontinentalen Truppen auf seinem linken Flügel die Loyalisten unter Rawdon gegenüber, während der britische rechte Flügel von den Elitetruppen der regulären britischen Regimenter unter Brigadier-General James Webster übernommen wurde. Die 71st Highlanders und die Kavallerie der British Legion behielt Cornwallis als Reserve zurück.
Wegen der geringen Breite des Schlachtfeldes konnten die Amerikaner ihre zahlenmäßige Überlegenheit nicht ausspielen, während Cornwallis' Schlachtplan exakt aufging: Rawdons linker Flügel hielt die kontinentalen Truppen der Amerikaner auf, während die regulären britischen Truppen Websters die amerikanischen Milizen nach einem kurzen Feuergefecht in die Flucht schlugen. Somit brach der ganze amerikanische linke Flügel ein; die Milizen flohen in Panik. Die kontinentalen Truppen und die wenigen tapferen Milizionäre, die den Briten längeren Widerstand leisteten, wurden eingekreist und erlitten katastrophale Verluste, unter anderem General von Kalb. General Gates hingegen floh frühzeitig vom Schlachtfeld, gemeinsam mit einem großen Teil seiner Truppen. Die fliehenden Amerikaner wurden von der Kavallerie der British Legion unter Lieutenant-Colonel Banastre Tarleton verfolgt und weiter dezimiert.
Insgesamt verloren die Amerikaner ca. 1000 Mann an Toten und Verwundeten, etwa die gleiche Anzahl an Gefangenen und zusätzlich eine große Menge an Männern durch Desertion während der verzweifelten Flucht. Lediglich etwa 700 Mann trafen in den folgenden Wochen beim Sammelpunkt der amerikanischen Armee in Hillsboro, North Carolina, ein. Die britischen Verluste beliefen sich auf lediglich 68 Tote und 256 Verwundete; hauptsächlich vom 33rd Regiment.

## Folgen der Schlacht
Die Schlacht von Camden hatte zum zweiten Mal innerhalb von nur drei Monaten zu einer vernichtenden Niederlage der amerikanischen Süd-Armee durch die Briten geführt. Die Reputation von General Gates war endgültig zerstört. General Nathaniel Greene wurde als sein Nachfolger ernannt und neue kontinentale Truppen mussten aus dem Norden abgezogen werden, um die Verluste von Camden zu ersetzen. Obwohl bei Camden zum wiederholten Male bewiesen worden war, dass die amerikanischen Truppen unter normalen Umständen der regulären britischen Armee nicht standhalten konnten, brachte dieser beeindruckende Sieg für Cornwallis hingegen keine dauerhaften Vorteile; der Guerilla-Krieg der amerikanischen Milizen nahm an Intensität zu und führte zu den britischen Niederlagen bei Cowpens und Kings Mountain, woraufhin Cornwallis mit einem Teil seiner Truppen nach Norden abmarschierte, um in Virginia eine Entscheidung gegen die Amerikaner zu suchen, bei Yorktown aber zur kriegsentscheidenden Kapitulation gezwungen wurde.

## Anekdoten, Interessantes
- Der amerikanische Befehlshaber bei Camden, General Horatio Gates, ritt nach der Schlacht in panischer Flucht angeblich bis zu 180 Meilen weit, bis er sich in Sicherheit wähnte.

- Der einzige General der Amerikaner, der bei Camden seine Stellung hielt und weiter kämpfte, war Johann von Kalb, der im Verlauf der Schlacht tödlich getroffen wurde.

- Die Schlacht bei Camden diente als Vorlage für die erste größere dargestellte Feldschlacht in Roland Emmerichs Film Der Patriot von 2000; allerdings wurde sie in vielen Punkten (wie auch die restlichen historischen Tatsachen im Film) nicht akkurat wiedergegeben, abgesehen von der Tatsache, dass sie eine schmerzhafte amerikanische Niederlage und Cornwallis' größten Triumph im Süden darstellte.

- Die sterblichen Überreste von 13 britisch-schottischen Soldaten, die bei der Schlacht fielen, wurden 2022 von Archäologen am Ort der Schlacht von Camden in South Carolina entdeckt, und nach einer militärischen Trauerzeremonie durch Soldaten des 2. Bataillons des Royal Regiment of Scotland auf einem Soldatenfriedhof bestattet. Einer der gefallenen Soldaten gehörte dem 71. britischen Fußregiment Fraser's Highlanders an, einem schottischen Regiment, das für den Unabhängigkeitskrieg gebildet wurde.[2]